# District de Magude
Le district de Magude est une subdivision administrative de la province de Maputo au nord du Mozambique. En 2007, sa population est de 53 317 habitants.

## Source de la traduction
- (en) Cet article est partiellement ou en totalité issu de l’article de Wikipédia en anglais intitulé « Magude District » (voir la liste des auteurs).

## Personnalités liées à la province de Maputo
- João dos Santos Albasini (1876-1922), journaliste